# Ноймер, Карл
Карл Ноймер (нем. Karl Neumer; 23 февраля 1887, Райнхардтсгримма — 16 мая 1984) — немецкий велогонщик, серебряный и бронзовый призёр летних Олимпийских игр 1908.
На Играх 1908 в Лондоне Ноймер соревновался в четырёх дисциплинах. Он завоевал серебряную медаль в командной гонке преследования и бронзовую в заезде на 660 ярдов. Кроме этого, он выступал на дистанции 5000 и в спринте.